# Gerson-Therapie
Die Gerson-Therapie (auch Gerson-Diät) ist eine von dem deutschen Arzt Max Gerson (1881–1959) ursprünglich zur Behandlung von Tuberkulose entwickelte Therapie im Wesentlichen in Form einer einseitigen, vegetarischen Diät. Nachdem Gerson 1936 in die USA emigriert war, richtete er sein Augenmerk auf den Zusammenhang zwischen Ernährung und Krebs.
Sie hat nach Angaben ihrer Befürworter ein breites Anwendungsspektrum bis hin zur Krebstherapie, für letztere propagieren sie angeblich hohe Heilungsraten. Die Gerson-Therapie nimmt für sich in Anspruch, als sog. „Stoffwechseltherapie“ Toxine aus dem Körper zu eliminieren und das Immunsystem zu boostern. Als Wirksamkeitsbeweise werden hauptsächlich einzelne, methodisch limitierte Fallbeschreibungen und qualitative Interviews (Patientenbefragungen) angeführt. Evidenzen aus kontrollierten Studien für eine Wirksamkeit liegen nicht vor, das Konzept widerspricht wissenschaftlichen Erkenntnissen.

## Diäten

### Allgemein
Die Gerson-Diät basiert einerseits auf der Aufnahme bestimmter Nahrungsmittel bei gleichzeitigem Verbot anderer Nahrungsmittel und bestimmter Zubereitungsmethoden. Laut seiner Ernährungsempfehlung sollte die Nahrung fettfrei, salzfrei und vegetarisch sein. Nicht erlaubt sind: Avocados, Beeren, nicht selbst zubereitete Getränke, Gurken, Nüsse, Pilze, Ananas, Pfeffer, und Sojabohnen. Gerson verbietet einerseits ausdrücklich Kaffee und Tee, empfiehlt aber Einläufe mit Kaffeezusatz. Letztere sollen angeblich die Leber zur Entgiftung anregen. Empfohlen werden frisch gepresste Frucht- und Gemüsesäfte, bis zu 13 große Gläser täglich. Dazu empfahl Gerson täglich 56 mg Iod (als Lugolsche Lösung), getrocknete Schilddrüsenextrakte und Vitamin-B12-Gaben. Die pflanzliche Nahrung (in roher Form) sollte aus biologischem Anbau stammen.
Verbote beziehen sich zusätzlich auf Fluorid in Zahncreme und Gurgelwasser, das Haarefärben (und die Dauerwelle), Dampfkochtöpfe, Saftpressen, Zentrifugen oder Mixer. Neben der Gerson-Diät beinhalten manche auf ihn bezogene Therapiekonzepte auch Injektionen mit Kalbsleberextrakten, die teilweise zu Komplikationen führten. Ergänzt wird die Gerson-Diät mit der Einnahme verschiedener Nahrungsergänzungsmittel.
Profitieren sollten angeblich Patienten u. a. mit Migräne, Tuberkulose, Krebs, Fibromyalgie, Arthritiden und Diabetes mellitus (Zuckerkrankheit).
Gerson hatte viele prominente Patienten, zu diesen gehörte auch die befreundete Familie von Albert Schweitzer. Nach dem Tod von Max Gerson gründete seine Tochter Charlotte Gerson 1978 in Mexiko ein Gerson Institute, um das Werk ihres Vaters fortzusetzen.

### Migräne-Diät
Gerson litt bereits früh an Migräne und versuchte, dagegen eine wirksame Therapie zu finden. Er war der Meinung, dass die Nahrung einen Einfluss auf diese Krankheit habe und beobachtete bei Einhaltung einer bestimmten von ihm entwickelten Diät ein Verschwinden seiner Kopfschmerzen. Seine Migränediät basierte vor allem auf dem Verzicht auf bestimmte Nahrungsmittel.

### Tuberkulose-Diät
Einer seiner Patienten berichtete ihm über das Verschwinden seiner Hauttuberkulose nach Befolgen seiner Diätempfehlung gegen die Migräne. Gerson schloss daraus auf eine Wirksamkeit seiner Diät gegen die Tuberkulose und berichtete über Therapieerfolge bei weiteren Patienten.
Der Chirurg Ferdinand Sauerbruch hörte von Gersons Behandlungserfolgen und war bereit, in seiner Münchener Klinik diese Diät an seinen Patienten auszuprobieren. Nach Bekanntwerden von Behandlungserfolgen bei Sauerbruch verbreitete sich Gersons Diät schnell über Ländergrenzen hinweg.
Gerson kümmerte sich in der Folgezeit um mehrere europäische Kliniken, die seine Diät zur Therapie der Tuberkulose anwandten. Gerson veröffentlichte dazu Artikel in verschiedenen medizinischen Fachzeitschriften.

### Krebsdiät
Eine Patientin, die an Magenkrebs erkrankt war, bat ihn 1928, sie mit seiner Tuberkulose- und Migränediät zu behandeln. Nach seinen Berichten konnte er so die Krebserkrankung der Patienten erfolgreich heilen. Seine Versuche, Krebs durch seine Diät zu heilen, setzte er nach seiner Emigration fort.
Seiner Ansicht nach würde Krebs durch ein Ungleichgewicht von Kalium und Natrium ausgelöst werden. Durch eine streng salzarme, vegetarische Kost soll hierbei Natrium „ausgeschwemmt“ werden. Ergänzt wird die Diät durch das tägliche Trinken von mindestens 10 kg Obst und Gemüse in frisch gepresster Form. Tierische Proteine dürfen nur in geringen Mengen zugeführt werden, auf Fette muss verzichtet werden. Schließlich erfolgen täglich mehrere Einläufe mit Kaffee oder Kamillenlösung (zur angeblichen „Entgiftung“) sowie auch Injektionen von rohem Leberextrakt. Es werden auch diverse Substanzen supplementiert (Pepsin, Kalium, Niacin, roher Leberextrakt, Bauchspeichelenzyme und Schilddrüsenextrakte).
Die Gerson-Therapie kann Jahre dauern.

## Kritik
An Gersons Diätempfehlungen wurde häufig Kritik geübt. So wurde ihm vorgeworfen, keine exakten statistischen Angaben über seine Behandlungen gemacht zu haben. Des Weiteren wurde der Vorwurf geäußert, er habe lediglich seine Behandlungserfolge publiziert und Misserfolge dabei nicht erwähnt.
Der Gerson clinic in Mexiko wurden erhebliche Behandlungskosten und ein rein kommerzielles Vorgehen vorgeworfen. Die Klinik befindet sich in Mexiko, da in den USA ein Betreiben illegal wäre.
1947 wurde eine Sonderkommission der New York County Medical Society beauftragt, neun der von Gerson behandelten Krebspatienten zu untersuchen. Sie kam zu den Ergebnis, dass es keine Belege für eine Wirksamkeit der Gerson-Diät gegen Krebs gebe. Ferner konnte Gerson keinen Patienten vorweisen, der aufgrund seiner Behandlung geheilt werden konnte.
Weitere Studien zur Gerson-Therapie kamen zum Ergebnis, dass eine Behandlung bei Krebs nicht empfehlenswert ist. Die Diät bedeutet für den Körper im Grunde eine Hungerkur durch den Verzicht bestimmter Nährstoffe, Kaffeeeinläufe entziehen zudem Kalium und Calcium. Letzteres kann zu verschiedenen Symptomen wie Infektionen, Dehydrierungen, Bauchkrämpfe, Herz- und Lungenprobleme oder sogar zum Tod führen. Zwischen Januar 1979 und März 1981 mussten mindestens 10 Patienten, die vorher eine Gerson-Therapie bekommen hatten, in Krankenhäusern der Gegend um San Diego wegen einer Sepsis behandelt werden. Die Sepsisfälle wurden auf die Kaffeeeinläufe zurückgeführt. Generell ist eine bedarfsdeckende Ernährung unter Fett- und Salzrestriktion nicht umsetzbar.
Es liegen weder tierexperimentelle Studien vor, die die Diätempfehlungen untersucht haben, noch kontrollierte Studien am Menschen. Gersons Diätempfehlungen gegen Krebs entbehren jeglicher wissenschaftlicher Grundlage.